# كارلوس كاردوسو
كارلوس كاردوسو (بالبرتغالية: Carlos Cardoso‏) هو صحفي موزمبيقي، ولد في 1951 في بيرا في موزمبيق، وتوفي في 22 نوفمبر 2000 في مابوتو في موزمبيق.